# Ditiari
Ditiari (en ucraïnès: Дігтярі, en rus: Дегтяри) és un assentament de tipus urbà al raion de Priluki, província de Txerníhiv, a Ucraïna. Es troba a la riba esquerra de l'Udai a la conca de drenatge del Dniéper. Ditiari pertany a l'assentament de la hromada de Sribne, un dels hromades d'Ucraïna.
Població: 1.160 (2022).
Fins al 18 de juliol del 2020, Ditiari pertanyia al Raion de Sribne. El raion va ser abolit el juliol del 2020 com a part de la reforma administrativa d'Ucraïna, que va reduir el nombre de raions de l'óblast de Txerníhiv a cinc. L'àrea del Raion de Sribne es va fusionar amb el Raion de Priluki.

## Economia

### Transport
Ditiari està connectat per una carretera amb Sribne, on hi ha accés a la carretera H07, que connecta Kíiv i Sumi. En sentit contrari, la mateixa carretera dona accés a Priluki i Piriatin.

## Cultura
Hi ha un monument històric a l'assentament, la casa pairal de Peter Galagan. Va ser construït al segle XIX, l'arquitecte va ser P. Dubrovski.